# Martín García de Licona
Martín García de Licona (Ondárroa, 1420/1425-1471), señor de la Casa de Balda, fue un noble, jurisconsulto y magistrado vizcaíno, abuelo materno de San Ignacio de Loyola.Fue también conocido como el doctor de Ondárroa, el doctor de Hondárroa, o el doctor Licona.

## Orígenes familiares
Fue hijo de Juan García de Licona y su esposa, María Yanes de Azterrica. Es muy probable que fuera hermano de:
- Juan García de Licona.
- Juan Pérez de
- María Yanes de Albiso, casada con Juan García.

De forma tradicional, la familia Licona perteneció al bando gamboíno dentro de la Guerra de Bandos existente por entonces en las provincias vascas.

## Biografía

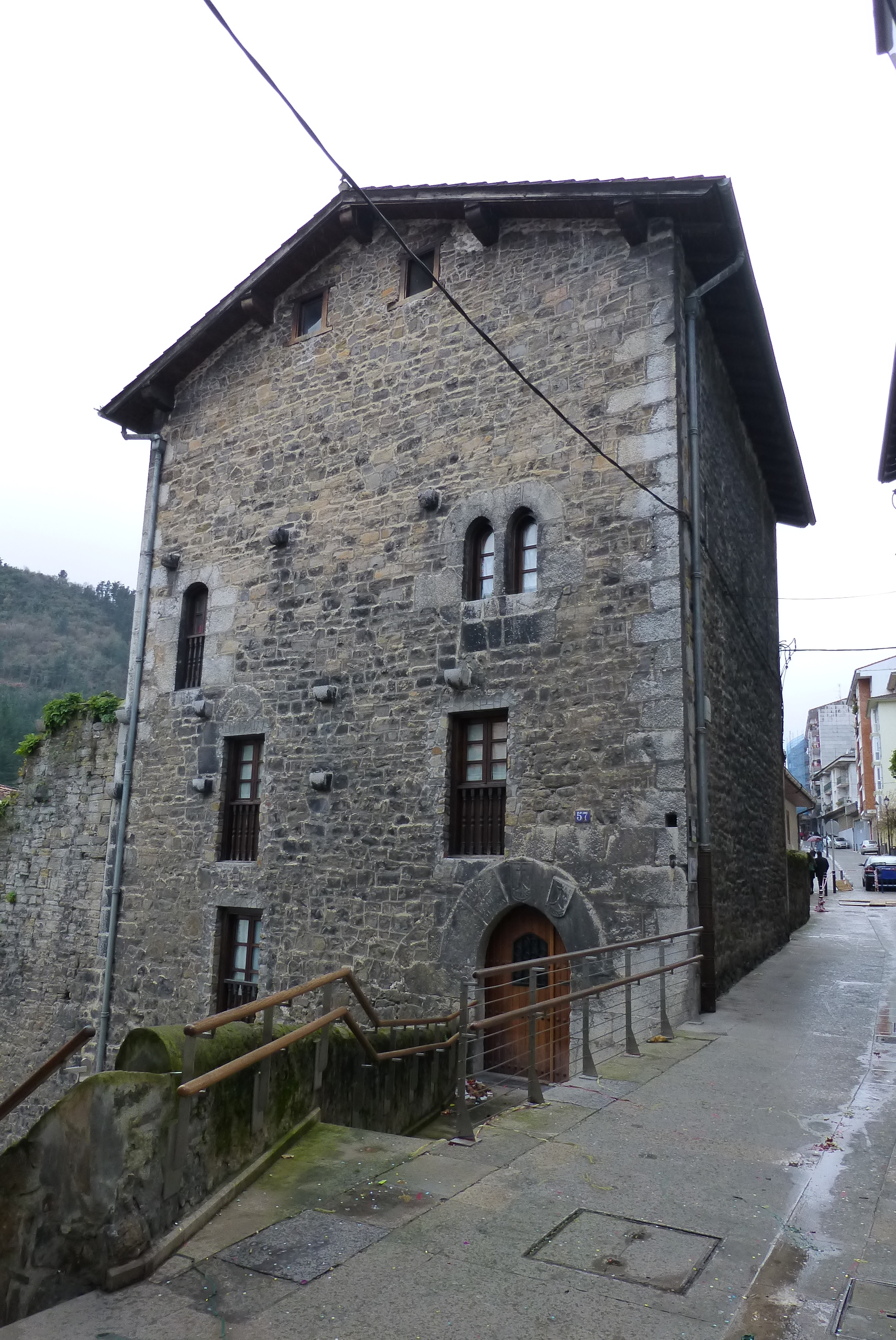
Casa-torre de los Licona en Ondárroa, donde nació Martín.

Es probable que Martín naciera en la casa-torre de los Licona en Ondárroa, entre los años 1420 y 1425.
Se sabe que estudió leyes en la universidad de Salamanca y que posteriormente fue enviado a Fuenterrabía por Enrique IV como comisario para el arreglo de fronteras con Francia en 1454. En el siguiente año se encargó de resolver un litigio sobre Pasajes y el uso de su puerto. La casa de Licona a la que pertenecía Martín, fue salvada del derribo de casas fuertes (entre ellas la de la casa de Balda) ordenado por Enrique IV en 1457 por la contravención de una orden contra la Guerra de Bandos dada en 1450. Esta circunstancia prueba, según Areitio, la cercanía de los Licona a la corona dentro del bando gamboíno. Esta cercanía a la Corona fue aprovechada por Ladrón de Balda, que había sido desterrado a tierra de moros por Enrique IV en el marco de la expresada decisión de 1457 contra los quebrantadores de sus órdenes. Fruto de estas relaciones, contraería por entonces matrimonio Martín con la sobrina de Ladrón, llamada Gracia de Balda o María de Zarauz.
El 29 de noviembre de 1459, compró a Pedro de Silva los bienes de Balda por 50.000 maravedíes. Con permiso real de Enrique IV, el año siguiente reedificó la casa-torre de los Balda, en su ubicación actual, más cercana a Azcoitia. Posiblemente en ese momento pasó a vivir por temporadas en Azcoitia, dejando el solar paterno en Ondárroa.
En 1462 fue nombrado por Enrique IV, oidor de la Chancillería de Valladolid.

## Matrimonio y descendencia
De su matrimonio tuvo varios hijos, entre los que al menos se encuentran:
- María o Marina, casada con Beltrán Yáñez de Loyola, señor de la Casa de Loyola, con distintos vástagos, entre ellos San Ignacio de Loyola.
- Juana, casada con Nicolás de Larraspuru.
- Juan, casado con N, hija de Martín Ruíz de Balboa, señor de Olaso.

### Nota
1. ↑  Según Areitio, 1957, Pedro de Silva fue posiblemente hijo natural y heredero de Ladrón de Balda.

### Individuales
1. ↑  García Hernán, Enrique (2015). «Ignacio de Loyola y su familia». Erasmo y España: 75 años de la obra de Marcel Bataillon 1937-2012. Colección de Letras. Institución Fernando el Católico. p. 109. ISBN 978-84-9911-328-9. Consultado el 30 de enero de 2024.
2. ↑  Castejón, Antonio. «Licona. Ascendientes maternos de San Ignacio de Loyola.». Genealogías vascas.
3. ↑  Maryks, Robert Aleksander (2010). Early Jesuit Pro-Converso Policy (1540–72). Jesuits of Jewish Ancestry and Purity-of-Blood Laws in the Early Society of Jesus. Brill. pp. 41-116. doi:10.1163/j.ctt1w8h1xm.9. Consultado el 1 de febrero de 2024.
4. ↑  Ybarra y Bergé, Javier de; Garmendia, Pedro de (1946). Torres de Vizcaya: Las Merindades de Busturia, Marquina, Durango, Zornoza, Arratia-Vedia y Orozco. Consejo Superior de Investigaciones Científicas, Instituto Diego de Velázquez. p. 146. Consultado el 1 de febrero de 2024.